# 長崎電気軌道3号系統
長崎電気軌道3号系統（3けいとう）は、長崎電気軌道が運行する路面電車の運転系統の一つである。長崎市の赤迫を起点とし、平和公園、長崎駅前、桜町、市役所を経て、蛍茶屋へ至る。方向幕は赤色（■）。
路線では赤迫支線（赤迫 - 住吉）と本線（住吉 - 長崎駅前）と桜町支線（長崎駅前 - 市役所）と蛍茶屋支線（市役所 - 蛍茶屋）に本系統が運行される。2013年4月1日にダイヤ改正が実施され、運転時分の見直しが行われた。

## 系統概要
- 全長：7.4km
- 所要時間：下り（蛍茶屋方面）約33分、上り（赤迫方面）約35分
- 運行間隔：約6分間隔

市役所停留場の接続点では度々脱線事故が発生しており（市役所停留場#脱線事故を参照）、その度に本系統は運休し桜町停留場に停車する電車が全くなくなる。
3000形が登場した当初は3号系統赤迫行きのみの運行であった。現在は蛍茶屋行き・赤迫行きともに3号系統で運行されている。

## 停留場一覧
- 全区間長崎県長崎市内に所在。

| 路線     | 停留場 番号                       | 停留場名                              | 読み     | 停留所 間距離 (km) | 赤迫 からの 距離 (km)                                                              | 周辺施設・備考 | 軌道       |
| -------- | --------------------------------- | ------------------------------------- | -------- | ------------------ | ---------------------------------------------------------------------------------- | -------------- | ---------- |
| 赤迫支線 | 11                                | 赤迫                                  | あかさこ | -                  | 0.0                                                                                |                | 併用軌道   |
| 赤迫支線 | 12                                | 住吉                                  | すみよし | 0.3                | 0.3                                                                                | JR西浦上駅     | 併用軌道   |
| 本線     | 12                                | 住吉                                  | すみよし | 0.3                | 0.3                                                                                | JR西浦上駅     | 併用軌道   |
| 13A      | 昭和町通                          | しょうわまちどおり                    | 0.2      | 0.5                | 赤迫ゆきのみ停車。                                                                 |                | 併用軌道   |
| 13       | 千歳町                            | ちとせまち                            | 0.1      | 0.6                | チトセピア                                                                         |                | 併用軌道   |
| 14       | 若葉町                            | わかばまち                            | 0.2      | 0.8                |                                                                                    |                | 併用軌道   |
| 15       | 長崎大学                          | ながさきだいがく                      | 0.3      | 1.1                | 長崎大学・純心女子高等学校                                                         |                | 併用軌道   |
| 16       | 岩屋橋                            | いわやばし                            | 0.3      | 1.4                | 北消防署・浦上警察署                                                               |                | 併用軌道   |
| 17       | 浦上車庫                          | うらかみしゃこ                        | 0.3      | 1.7                |                                                                                    | 専用軌道       |            |
| 18       | 大橋                              | おおはし                              | 0.2      | 1.9                | 長崎県営野球場・長崎県立総合体育館・長崎市科学館・中国領事館・長崎南山高等学校     | 専用軌道       |            |
| 19       | 平和公園                          | へいわこうえん                        | 0.5      | 2.4                | 平和公園・浦上天主堂・長崎市営ラグビー・サッカー場                                 | 専用軌道       |            |
| 20       | 原爆資料館                        | げんばくしりょうかん                  | 0.4      | 2.8                | 長崎西洋館・長崎原爆資料館                                                         | 専用軌道       |            |
| 21       | 大学病院                          | だいがくびょういん                    | 0.2      | 3.0                | 長崎大学坂本キャンパス（長崎大学病院等）・長崎北郵便局・活水高等学校               | 併用軌道       |            |
| 22       | 浦上駅前                          | うらかみえきまえ                      | 0.4      | 3.4                | JR浦上駅・長崎県立長崎西高等学校                                                   | 併用軌道       |            |
| 23       | 茂里町                            | もりまち                              | 0.2      | 3.6                | 長崎ブリックホール・みらい長崎ココウォーク・長崎原爆病院                           | 併用軌道       |            |
| 24       | スタジアムシティノース （銭座町） | すたじあむしてぃのーす （ぜんざまち） | 0.3      | 3.9                | 長崎スタジアムシティ                                                               | 併用軌道       |            |
| 25       | スタジアムシティサウス （宝町）   | すたじあむしてぃさうす （たからまち） | 0.5      | 4.4                | 長崎スタジアムシティ                                                               | 併用軌道       |            |
| 26       | 八千代町                          | やちよまち                            | 0.3      | 4.7                |                                                                                    | 併用軌道       |            |
| 27       | 長崎駅前                          | ながさきえきまえ                      | 0.4      | 5.1                | JR長崎駅・アミュプラザ長崎・長崎交通産業会館・日本二十六聖人記念館・長崎中央郵便局 | 併用軌道       |            |
| 27       | 長崎駅前                          | ながさきえきまえ                      | 0.4      | 5.1                | JR長崎駅・アミュプラザ長崎・長崎交通産業会館・日本二十六聖人記念館・長崎中央郵便局 | 併用軌道       | 桜町支線   |
| 44       | 桜町                              | さくらまち                            | 0.5      | 5.6                | 長崎市役所・長崎歴史文化博物館・長崎県立長崎図書館・長崎市立図書館・長崎市消防局   | 併用軌道       |            |
| 45       | 市役所                            | しやくしょ                            | 0.4      | 6.0                | 長崎市民会館・興福寺・長崎警察署                                                   | 併用軌道       |            |
| 45       | 市役所                            | しやくしょ                            | 0.4      | 6.0                | 長崎市民会館・興福寺・長崎警察署                                                   | 併用軌道       | 蛍茶屋支線 |
| 39       | 諏訪神社                          | すわじんじゃ                          | 0.5      | 6.5                | 諏訪神社・済生会長崎病院・長崎大学経済学部                                         | 併用軌道       |            |
| 40       | 新大工町                          | しんだいくまち                        | 0.2      | 6.7                | 亀山社中記念館                                                                     | 併用軌道       |            |
| 41       | 新中川町                          | しんなかがわまち                      | 0.4      | 7.1                | シーボルト記念館・長崎県立鳴滝高等学校・瓊浦高等学校                               | 併用軌道       |            |
| 43       | 蛍茶屋                            | ほたるぢゃや                          | 0.3      | 7.4                | 聖母の騎士高等学校                                                                 | 併用軌道       |            |